# 上海新动力汽车科技
上海新动力汽车科技股份有限公司 ，原名上海柴油机股份有限公司（简称上柴），原为研发、生产和制造专业柴油机的企业。位于上海市军工路2638号。

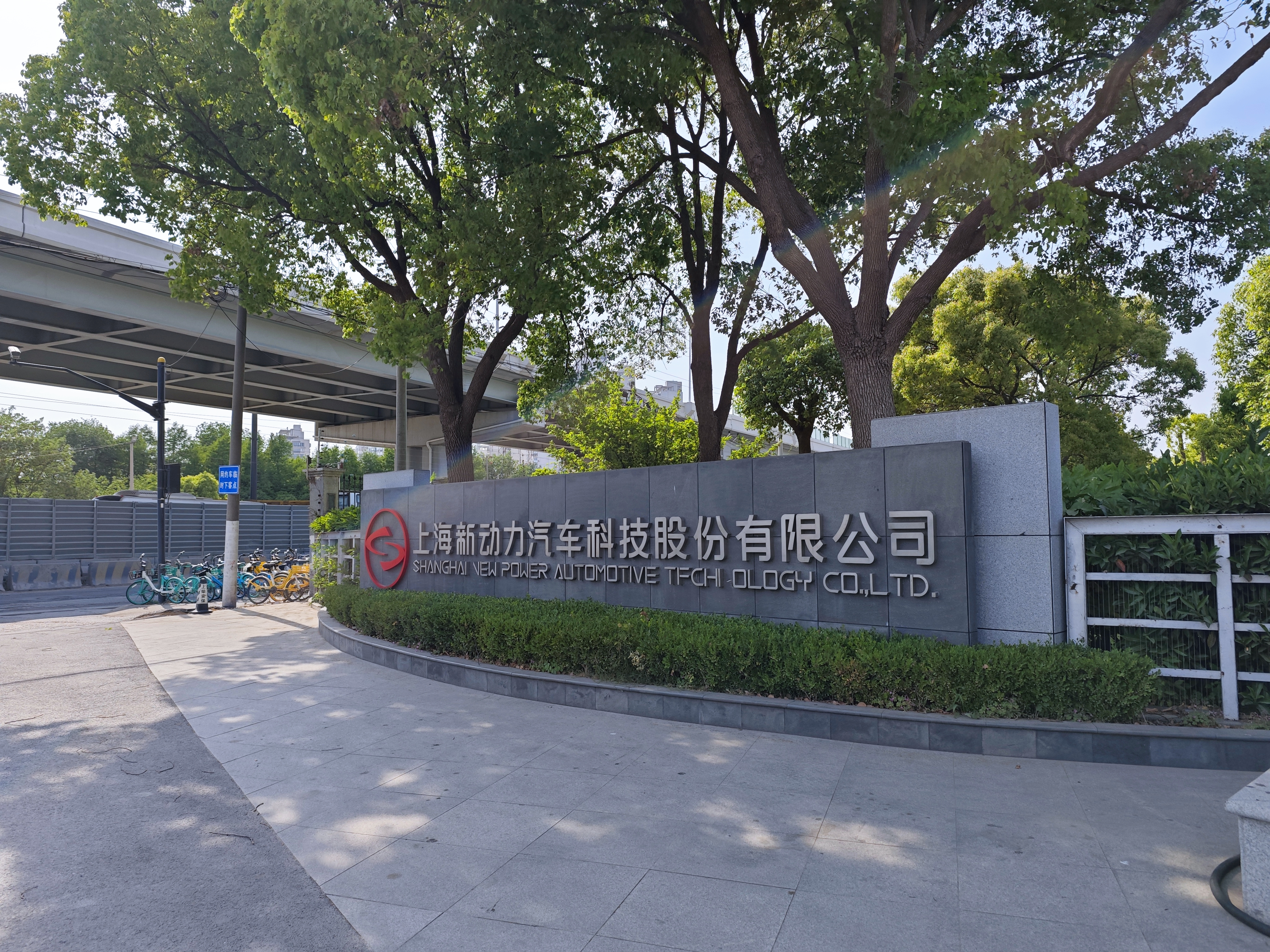
上海新动力汽车科技股份有限公司（原上柴厂）

## 历史
创建于1947年4月，原名中国农业机械公司吴淞制造厂，中华人民共和国成立后，改名为吴淞机器厂，1953年8月正式定名上海柴油机厂（简称上柴厂）。
文化大革命初期，上海柴油机厂出現兩個對立的组织。1967年8月4日，上海工人革命造反總司令部攻佔上海柴油机厂，被稱為砸上柴联司，是文化大革命期間上海市規模最大的武斗事件。
1993年，上海柴油机厂改制为国有控股公司上海柴油机股份有限公司，改制时，注册资金4.8亿元，总资产23亿元。之后隶属于上汽集团。
2021年，公司完成资产重组，考虑到业务结构和经营范围的变化，2022年1月1日，公司发布公告称，公司中文名称变更为“上海新动力汽车科技股份有限公司”。